# Bernhard VIII van Lippe
Bernhard VIII (Detmold 6 december 1527 – aldaar 15 april 1563) was graaf van Lippe van 1536 tot zijn dood in 1563. Hij was een zoon van Simon V en diens tweede vrouw Magdalena van Mansfeld.
Op 8 mei 1550 huwde hij met Catharina van Waldeck-Eisenberg (1524 – 1583), dochter van graaf Filips III van Waldeck-Eisenberg. Zij kregen samen vijf kinderen:
- Anna (1551 – mei 1614); ∞ (8 april 1576) graaf Wolfgang II van Eberstein-Massow (1528 – Szczecin 15 maart 1592)
- Magdalena (1552 – 1587); ∞ (1572) landgraaf George I van Hessen-Darmstadt (1547 – 1596)
- Simon (1554 – 1613), graaf van Lippe 1563-1613
- Bernhard (jong overleden)
- Bernhardine (14 oktober 1563 – 25 augustus 1628); ∞ (1 september 1578) graaf Johan Lodewijk van Leiningen-Westerburg (10 augustus 1557 – 22 augustus 1622)